# Non sono superstizioso... ma!
Non sono superstizioso... ma! è un film del 1943 diretto da Carlo Ludovico Bragaglia.